# Bridget (Film)
Bridget ist eine französisch-japanische Tragikomödie von Amos Kollek aus dem Jahr 2002.

## Handlung
Die alleinerziehende Mutter Bridget hat ein Alkoholproblem. Auf einer Party gerät sie im betrunkenen Zustand an maskierte Männer, die sie und ihre Freundin zwingen, nackt Liegestütze zu machen. Bridgets Freundin gibt als Erste auf, wofür sie erschossen wird. Bridget wird, noch immer nackt, mit verbundenen Augen und gefesselten Händen auf die Straße geworfen. Sie wird verhaftet, die Polizei glaubt ihrer Schilderung der Ereignisse nicht. Wegen der Verhaftung wird sie von ihrem Chef entlassen.
Bridget gibt ihren Sohn an Pflegeeltern ab. Sie übt verschiedene Aushilfsjobs aus. Als Kassiererin lernt sie den geistig behinderten Pete kennen. Petes Vater bietet Bridget eine Million US-Dollar an, wenn sie Pete heiratet. Bridget willigt ein, weil sie hofft, den Pflegeeltern ihres Sohnes eine Ablösesumme zu bezahlen und ihren Sohn zurückzubekommen.

## Kritiken
Marcus Stiglegger schrieb auf ikonenmagazin.de, der Film gehöre der Trilogie der Einsamkeit an, die Amos Kollek und die unter dem Namen Anna Thomson auftretende Anna Levine über das Leben in New York City gedreht hätten. Er würde durch das Genre Film noir sowie durch die New Yorker Szenefilme von Paul Morrissey und John Cassavetes inspiriert. Der Film wirke „unausgeglichen und stilistisch schwer greifbar“. Die „rauhe und zugleich tiefgehende Sensibilität“ der früheren Filme der Trilogie sei nur stellenweise sichtbar.
Kulturinfo.ch schrieb, der Film sei eine „bewegende und zuweilen skurrile Reise“, die zeige, dass es jederzeit Hoffnung und verborgene Chancen gebe. Es sei wichtig, „für seine Träume und Ziele zu kämpfen“.
Die Zeitschrift TV direkt 15/2007 schrieb, der Film sei ein „poetisch-realistisches Frauenporträt“.

„Düster gezeichnetes Frauenschicksal als Abschluss einer Trilogie über Frauen in New York, in dem Amos Kollek ein wenig Licht in sein düsteres Weltbild bringt. Trotz der erneut überzeugenden Hauptdarstellerin erreicht der Film nicht die verstörende Dichte der beiden früheren Filme ‚Sue‘, 1997; ‚Fiona‘, 1998. Das schmerzhaft-melancholische Porträt verliert durch seine Zuspitzung an Glaubwürdigkeit.“

## Hintergrund
Der Film hatte seine Weltpremiere am 7. Februar 2002 auf den Internationalen Filmfestspielen Berlin 2002, an denen er als offizieller Wettbewerbsbeitrag teilnahm.